# Bergwitzsee
Der Bergwitzsee ist das Tagebaurestloch des Tagebaus Bergwitz. Der Name leitet sich vom nahegelegenen Ort Bergwitz ab. Das Wasser hat eine sehr gute Badegewässerqualität.

## Lage
Der See liegt im Norden des Endmoränengebietes Hochfläche von Gräfenhainichen-Schmiedeberg, der Dübener Heide, in Sachsen-Anhalt.

## Entstehung
1955 wurde der Braunkohlenabbau im Tagebau Bergwitz eingestellt. In den 1960er-Jahren wurde die Kippe rekultiviert und die Böschungen gestaltet. Parallel dazu wurde das Restloch durch den natürlichen Zulauf geflutet. Gespeist wird der See von Grund- und Niederschlagswasser. Über ein Überlaufbauwerk entwässert er in den Fließgraben.

## Nutzung
Der See wird als Freizeit- und Erholungsgebiet genutzt. Um den See herum gibt es verschiedene Strände, darunter auch FKK- und Hundestrände sowie ein Seezugang für Pferde. Am See gibt es einen Bootsverleih und Fahrradverleih, Zeltplatz, Ferienbungalows sowie auf dem Wasser schwimmende Ferienhäuser. Der See ist ein beliebtes Tauchgewässer. Der Europaradwanderweg R1, der Radweg Berlin–Leipzig sowie die KOHLE | DAMPF | LICHT-Radroute führen am See vorbei. Letztere führt auf 160 km unter anderem entlang der verschiedenen Bergbaufolgeseen der Region. Seit 1991 wird jährlich der Bergwitztriathlon ausgetragen, ein volkssportlich geprägter Triathlon über die Sprintdistanz.